# Wilhelm Fahlcrantz
Martin Wilhelm Fahlcrantz, född den 3 november 1859 i Västerås, död den 5 mars 1936 i Nyköping, var en svensk ämbetsman. Han var son till Christian Eric Fahlcrantz och far till Christian Fahlcrantz.
Fahlcrantz blev student vid Uppsala universitet 1877 och avlade examen till rättegångsverken där 1888. Han blev vice häradshövding 1892. Fahlcrantz var länsnotarie i Södermanlands län 1897–1906, därjämte rådman och notarius publicus i Nyköping 1897–1906, och landssekreterare i samma län 1906–1926. Han blev riddare av Nordstjärneorden 1912 och kommendör av andra klassen av samma orden 1924.